# محمد مفتكر
محمد مفتكر (مواليد سنة 1965) مخرج أفلام مغربي. قام بإخراج العديد من الأفلام السينمائية المغربية المتميزة أبرزها فيلم جوق العميين.

## مسيرته
قام بدراسات عليا في الأدب الإنجليزي، ودراسات معمقة في السينما؛ شارك في عدة دورات لكتابة السيناريو والإخراج في المغرب والخارج. قام بتأطير مجموعة من الورشات حول كتابة السيناريو.

## أعماله

### أفلام قصيرة
- «ظل الموت»
- «رقصة الجنين»
- «نشـيد الجنازة»
- «آخر الشهر»

### أفلام طويلة
- 2010: بُراق
- 2010: محطـة الملائكة، إخراج مشترك مع هشام العسري ونرجس النجار
- 2015: جوق العميين
- 2020: خريف التفاح

## جوائز وتشريفات
فازت أفلامه القصيرة من قبيل "ظل الموت" و"رقصة الجنين و"آخر الشهر" و"نشيد الجنازة" بالعديد من الجوائز الدولية.
وفاز فيلمه الطويل الأول «براق» (2010) بالجائزة الكبرى للمهرجان الوطني للفيلم بطنجة، والجائزة الكبرى لمهرجان السينما الأفريقية في خريبكة، ثم الجائزة الكبرى لمهرجان السينما والتلفزيون الأفريقي في واغادوغو ببوركينا فاسو.
كما تُوّج فيلمه خريف التفاح بالجائزة الكبرى للمهرجان الوطني للفيلم بطنجة في دورته الـ 21.

## وصلات خارجية
- محمد مفتكر على موقع أرشيف الشارخ.
- محمد مفتكر على موقع IMDb (الإنجليزية)
- محمد مفتكر على موقع ألو سيني (الفرنسية)